# HMS Indefatigable (R10)

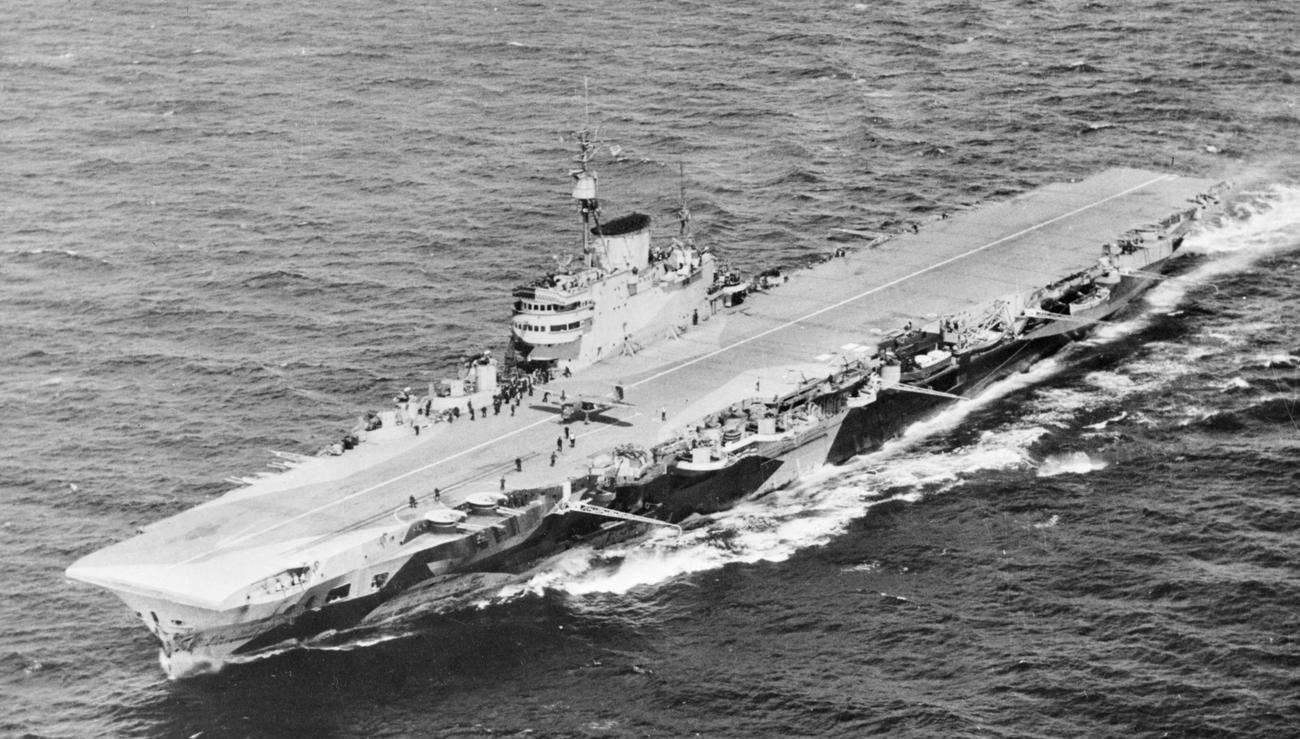
HMS Indefatigable till sjöss, 7 november 1944.

HMS Indefatigable var ett hangarfartyg av Implacable-klass i brittiska Royal Navy. Indefatigable var närvarande vid den japanska kapitulationen den 2 september 1945 i Tokyobukten. Hon hjälpte senare till att transportera hem allierade krigsfångar som hölls i Japan och användes senare som ett observationsfartyg för amerikanska kärnvapenprov i Stilla havet. Indefatigable skrotades 1956.

## Historia
Fartyget byggdes vid det kända skeppsvarvet John Brown på floden Clyde vid Clydebank, Skottland. Indefatigable kölsträcktes den 3 november 1939 och sjösattes den 8 december 1942. Det skulle dock ta mer än ett år innan hon togs i tjänst, då hon utrustades. Under tiden, för att förvirra fienden, iscensattes ett knep som kallades Operation Bijou, initierat av London Controlling Section, där det gjordes känt att Indefatigable redan hade tagits i tjänst. ULTRA-dekrypterare visade att japanerna trodde på vilseledandet, där agenter som Malcolm Muggeridge och Peter Fleming levererade desinformation i mer än ett år, tillräckligt för att få fienden att tro på att fartyget hade gått till Fjärran Östern och tillbaka till Clyde för en ombyggnad, vid tidpunkten då hon faktiskt var färdigställt.
Hon togs i tjänst i Royal Navy den 3 maj 1944 och anslöt sig till Home Fleet. Fartygets första befälhavare var kapten Q.D. Graham. Det första uppdraget (snarare en form av "arbetsövning") var ett antal räder på den tyska slagskeppet Tirpitz i Norge fjordar. Det var inte en spektakulär framgång, utan flera typer av utrustningsproblem visade sig.

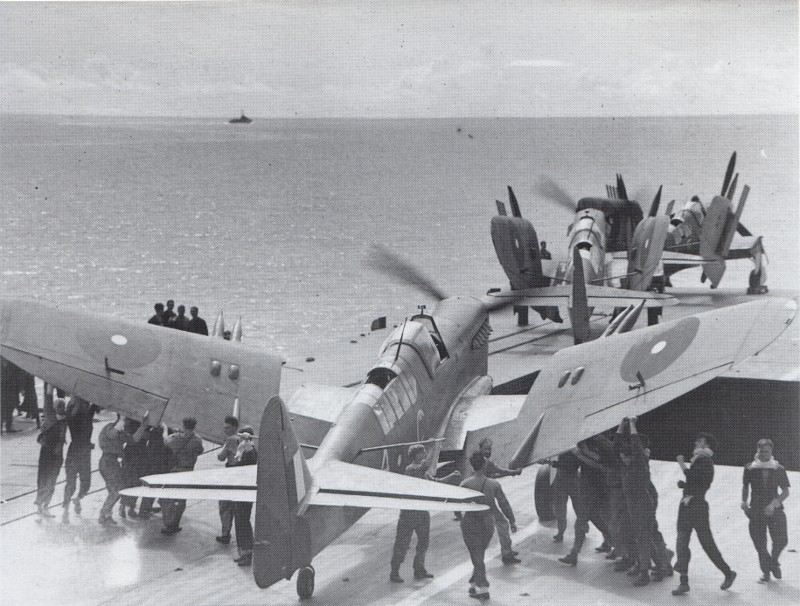
Fairey Fireflies ombord HMS Indefatigable efter anfallet mot Pangkalan Brandan, Sumatra.

Efter varvsarbeten på dessa problem avseglade fartyget den 19 november 1944 till Fjärran Östern för att ansluta sig till brittiska Stillahavsflottan som flaggskepp för konteramiral Philip Vian (tidigare kapten på Cossack) som var befälhavare för hangarfartygsgruppen i Stillahavsflottan. Han överförde sin flagga till Indomitable vid ankomsten till Colombo den 10 december 1944.
Den 1 april 1945, medan hon opererade till stöd för Okinawa-operationen, träffades fartyget vid basen av överbyggnaden av en kamikaze-självmordsbombare. Fjorton man omkom. Tack vare hennes bepansrade däck kunde Indefatigable hennes flygplan flyga igen efter bara fem timmar.
Indefatigable var närvarande vid den formella japanska kapitulationen den 2 september i Tokyobukten. Hon hjälpte senare till att transportera hem allierade krigsfångar som hölls i Japan och användes senare som ett observationsfartyg för amerikanska kärnvapenprov i Stilla havet.
Hon utrangerades efter krigsslutet men togs åter i tjänst 1950 som ett träningsfartyg. Efter utrangerats för sista gången skrotades Indefatigable år 1956.

## Flygförband ombord
Fartygets divisioner flög ett antal olika flygplanstyper, däribland Supermarine Seafire, Grumman Avenger och Fairey Firefly. I november 1944 fanns följande 73 flygplan ombord: 40 Seafires, 21 Avengers och 12 Fireflies.